# Christian Philipp
Christian Philipp (3 de septiembre de 1893 - 16 de octubre de 1963) fue un general alemán durante la II Guerra Mundial que comandó varias divisiones. Fue condecorado con la Cruz de Caballero de la Cruz de Hierro de la Alemania Nazi.

## Condecoraciones
- Cruz de Caballero de la Cruz de Hierro el 11 de marzo de 1945 como Generalleutnant y comandante de la 8. Jäger-Division[1]